# Sietow
Sietow ist eine Gemeinde im Landkreis Mecklenburgische Seenplatte in Mecklenburg-Vorpommern (Deutschland). Sie wird vom Amt Röbel-Müritz mit Sitz in der Stadt Röbel/Müritz verwaltet.

## Geographie
Die Gemeinde Sietow liegt in der Mecklenburgischen Seenplatte am Westufer der Müritz (Sietower Bucht) und etwa in der Mitte des Städte-Dreiecks Waren (Müritz)–Malchow–Röbel/Müritz.
Umgeben wird Sietow von den Nachbargemeinden Klink im Nordosten (teilweise Seegrenze), Waren (Müritz) im Osten (Seegrenze), Gotthun im Südosten (teilweise Seegrenze), Groß Kelle im Süden, Walow im Westen sowie Göhren-Lebbin im Nordwesten.
Zu Sietow gehören die Ortsteile Hinrichsberg, Sietow-Dorf und Zierzow.

## Geschichte
Sietow
Das ursprünglich slawisch besiedelte Dorf tauchte erstmals im 13. Jahrhundert in einer Urkunde auf. Der Ortsname Sietows leitet sich vom altslawischen Wort „zytko“ ab, was etwa „Getreideort“ oder „Kornaue“ bedeutet. Wie viele Dörfer der Umgebung war auch Sietow im 13. Jahrhundert im Besitz der Fürsten von Werle. Sophie von Werle veräußerte das Dorf im Jahr 1300 an den vormaligen Pächter Dietrich von Gerden. Die Familie von Gerden konnte  ihren Besitz an Sietow in der Folgezeit noch vergrößern, gab jedoch nach 1340 Grundbesitz als Afterlehen an das Kloster Dobbertin, das von den Fürsten Nikolaus und Bernhard von Werle am 13. März 1344 das gesamte Dorf einschließlich des Kirchenpatronats erhielt. 1356 verkauften die Kinder des Nicolaus (von) Pape alle ihren Besitzungen in Sietow ebenfalls an das besagte Kloster. Im Jahre 1842 war diese Urkunde, wenn auch nicht mehr im besten Zustand, noch im Klosterarchiv erhalten.
Vor 1887 muss es noch ein Gut im Ort gegeben haben. Besitzer war die Familie Hamann. Um 1896 gehörten große Teile der Gemarkung Sietow zum Kloster-Amt Dobbertin. Im Dorf gab es vier Erbpachthöfe.
In den 1920er Jahren wurden insbesondere die heutigen Ortsteile Sietow-Dorf durch Bauern aus verschiedenen Teilen Deutschlands aufgesiedelt. Eine weitere Aufsiedlung erfolgte durch Neubauern infolge der Bodenreform nach 1945 durch Vertriebene.
Nach 1990 konnte in Sietow eine starke Entwicklung des Tourismus verzeichnet werden. Neben Eigenheimen entstanden viele Ferienhäuser. Zu den touristischen Angeboten zählen des Weiteren ein Campingplatz und ein Bootscenter in der Hafenanlage an der Sietower Bucht.
Hinrichsberg
Hinrichsberg war als Gutsort in den Händen mehrerer Adelsfamilien. Auch die Familie von Below hatte hier kurz einen Herrensitz. Lange befand sich Gut Hinrichsberg dann im Eigentum der briefadeligen Familie von Gundlach. Im Jahre 1844 galten sie als eingeborene Mitglieder der Mecklenburgischen Ritterschaft, was zumeist erst nach einhundertjähriger Anwesenheit im Land Bestätigung fand. Ernst von Gundlach (1803–1883) auf Hinrichsberg war verheiratet mit Emilie von Bülow. Einer der letzten Vertreter auf Hinrichsberg war der Landrat Emil Friedrich von Gundlach, verheiratet mit Luise von Flotow. Dann folgte als Erbe deren Sohn, Gutsbesitzer Bodo von Gundlach (1868–1929), der seine Schulzeit auf dem Adelsinternat der Ritterakademie Brandenburg absolvierte. Er ging dann zum Militär und besaß ebenso das eigentliche älteste Stammgut der von Gundlachs, das Allodialgut Torisdorf bei Schönberg, vormals eine Exklave von Mecklenburg-Strelitz in Mecklenburg-Schwerin. Gundlach war einige Jahre Landtagsabgeordneter und Offizier, sowie Mitglied im Johanniterorden. Des Weiteren saß er ab 1920 im Aufsichtsrat einer ländlichen Versicherung. Das Standardwerk der Landwirtschaftlichen Adressbücher Mecklenburg weist für das Lehngut Hinrichsberg 381 ha aus.
Zierzow
Zierzow gehörte im 19. Jahrhundert zum Ritterschaftlichen Amt Wredenhagen. 1896 war der Gutsinhaber Otto Heinrich Wilhelm Glantz. Sein Gut Zierzow mit Anteilen der Pfarre Röbel galt als allodialer Besitz, 397 ha. 1932 erhielt Zierzow den Anschluss an eine 100 kW-Hochspannungsleitung.
Am 1. Juli 1950 wurden die bis dahin eigenständigen Gemeinden Hinrichsberg und Zierzow eingegliedert.

## Politik

### Gemeindevertretung und Bürgermeister
Der Gemeinderat besteht (inkl. Bürgermeister) aus 9 Mitgliedern. Die Wahl zum Gemeinderat am 26. Mai 2019 hatte folgende Ergebnisse:
| Partei/Bewerber               | Prozent | Sitze |
| ----------------------------- | ------- | ----- |
| Wählergruppe Freie Initiative | 65,25   | 5     |
| CDU                           | 26,52   | 2     |
| AfD                           | 8,23    | 1     |

Bürgermeister der Gemeinde ist Frank Etzold, er wurde mit 77,45 % der Stimmen gewählt.

### Dienstsiegel
Die Gemeinde verfügt über kein amtlich genehmigtes Hoheitszeichen, weder Wappen noch Flagge. Als Dienstsiegel wird das kleine Landessiegel mit dem Wappenbild des Landesteils Mecklenburg geführt. Es zeigt einen hersehenden Stierkopf mit abgerissenem Halsfell und Krone und der Umschrift „GEMEINDE SIETOW“.

## Kultur und Sehenswürdigkeiten

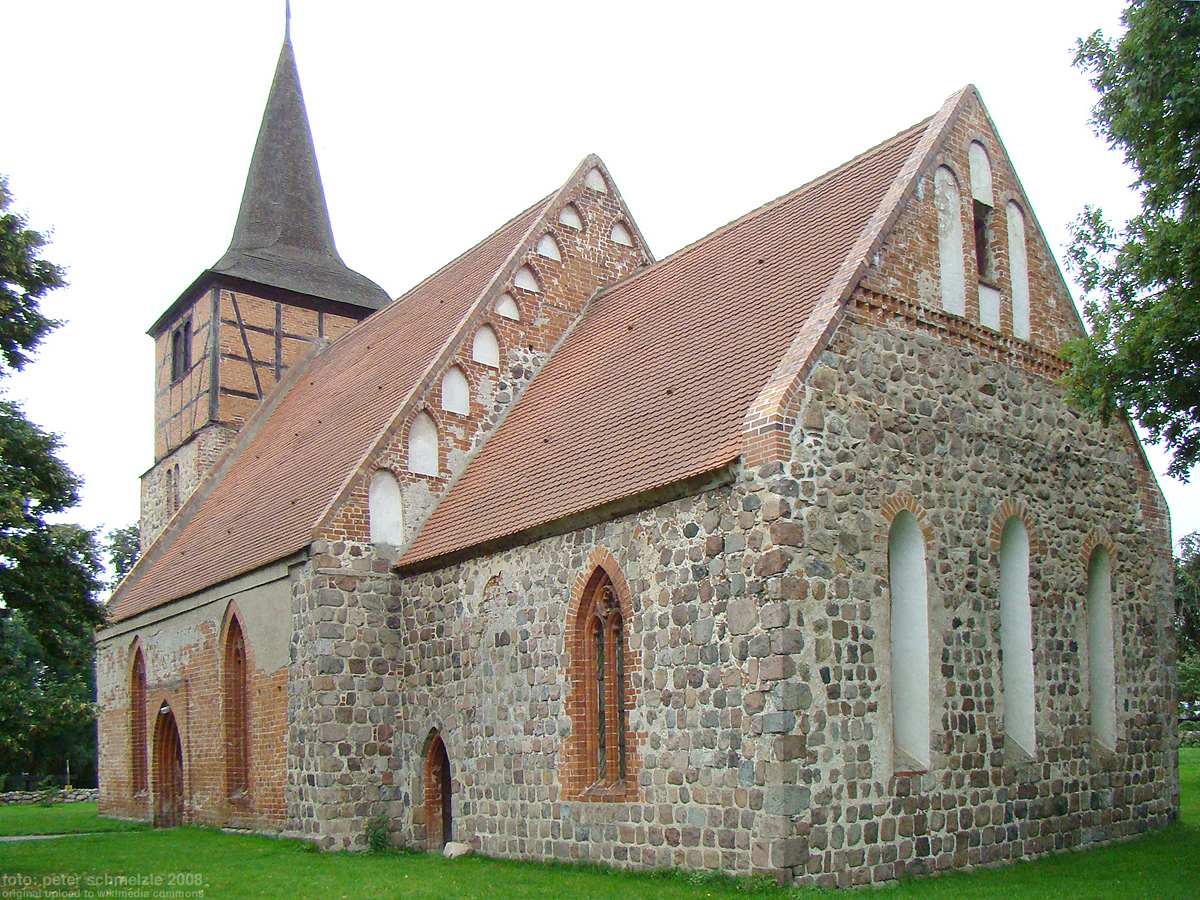
Die Kirche in Sietow-Dorf

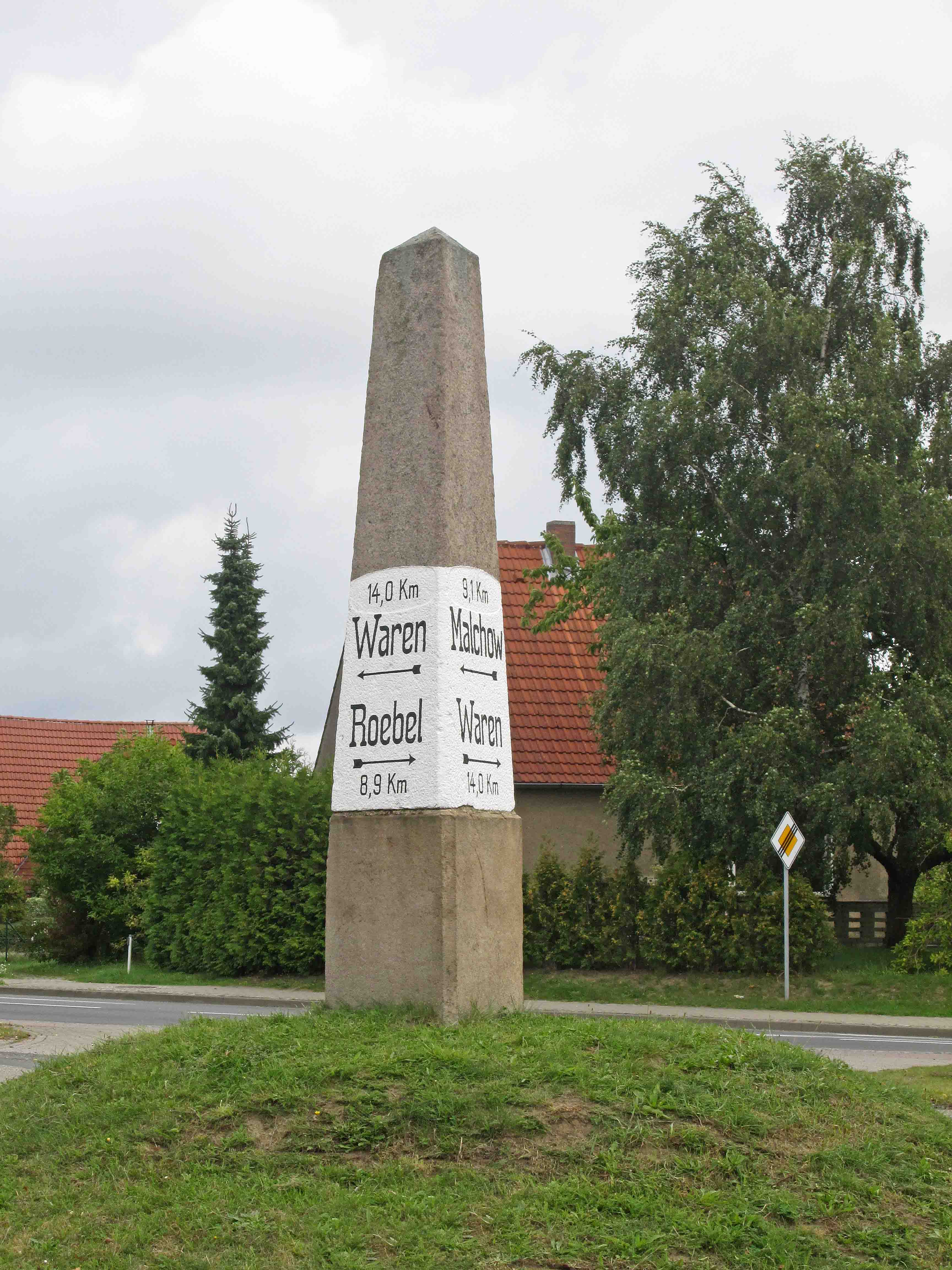
Wegweiserstein in Sietow

- Die Dorfkirche Sietow stammt aus der zweiten Hälfte des 13. Jahrhunderts und ist ein rechteckiger Backsteinbau mit eingezogenem Chor aus Feldstein sowie dem quadratischen Feldsteinturm mit Fachwerkaufsatz nach Westen. Die Orgel, ein neugotisches Serienprospekt mit fünf Pfeifenfeldern und rechtsseitigem Spieltisch wurde 1866 von Friedrich Hermann Lütkemüller gebaut. Mit der Orgelprüfung wurde durch die Dobbertiner Klostervorsteher im März 1866 der Doberaner Orgelbauer Heinrich Rasche beauftragt.[24]
- Das zweigeschossige klassizistische Hinrichsberger Gutshaus (Schloss) brannte 2009 ab. Erhalten blieb ein 2012 sanierter Seitenflügel von um 1850, in dem Ferienwohnungen sind, und ein unterirdisches Gewölbe mit dem Verlies aus der Raubritterzeit.
- Eine feste Tradition ist das jährlich stattfindende Hafenfest der Gemeinde Sietow.
- Im Süden von Zierzow befindet sich das jungsteinzeitliche Großsteingrab Schampermühle.

→ Siehe auch Liste der Baudenkmale in Sietow

## Infrastruktur
Sietow liegt an der Bundesstraße 192 von Waren (Müritz) nach Malchow. In Sietow zweigt die Verbindungsstraße nach Röbel/Müritz bzw. zur Bundesstraße 198 ab. Die Autobahn-Anschlussstelle Waren (Müritz) der A 19 (Rostock–Dreieck Wittstock/Dosse) ist ca. 13 km entfernt. Die nächsten Bahnhöfe befinden sich in Malchow und Waren (Müritz).

## Persönlichkeiten
- Johann Diederich Otto Zylius (1764–1820), Hauslehrer und physikalischer Privatgelehrter
- Friedrich Wilhelm Lange (1878–1961), Jurist und Stadtrat der Hansestadt Lübeck